# Callithea fassli
Callithea fassli är en fjärilsart som beskrevs av Johannes Karl Max Röber 1913. Callithea fassli ingår i släktet Callithea och familjen praktfjärilar. Inga underarter finns listade i Catalogue of Life.